# ريتشارد تشادويك
ريتشارد تشادويك (بالإنجليزية: Richard Chadwick)‏ (1860 في المملكة المتحدة - ) هو لاعب كرة قدم بريطاني (وحمل سابقاً جنسية المملكة المتحدة لبريطانيا العظمى وأيرلندا) في مركز الوسط. لعب مع ستوك سيتي.